# Serixia vitticollis
Serixia vitticollis là một loài bọ cánh cứng trong họ Cerambycidae.